# Howqua
Howqua, né en 1769 et mort en 1843, est un marchand chinois. Il est considéré comme l'un des hommes les plus riches au monde.

## Biographie
Howqua, de son vrai nom Wu Bingjian, ou encore Wu Ping-Chien, est né en 1769 dans la province du Fujian. Il est le fondateur de la famille des marchands Hongs.
Son nom Howqua est une européanisation, dans sa langue natale le minnan, de son nom de commerçant 浩官 ((zh)).

### Fortune
Au XIXe siècle, Howqua était l'homme le plus riche du monde - sa fortune était comparable à un milliard de dollars actuels. Il était l'homme le plus riche du monde en 1834.
Il s'est enrichi dans la vente de thé aux Britanniques et dans la contrebande d'opium. Il a investi sa fortune aux États-Unis, notamment dans les chemins de fer et l'industrie, permettant ainsi leur développement économique. Il a aussi financé plusieurs familles américaines, dont la famille Roosevelt, la famille Forbes ou encore la famille Russels ; toutes trois des familles de commerçant venues de la Nouvelle-Angleterre. Howqua dominait également le commerce du thé avec les Américains.
Avant la guerre de l'Opium, les Européens ne pouvaient commercer avec la Chine que via le Guangdong, ce qui donnait à Howqua un monopole de fait. En effet, Howqua était l’un des « treize Hong », les intermédiaires obligés des échanges de l’Empire du Milieu à Canton. À la tête des Hong, la notoriété d'Howqua était telle qu'il posa pour un portrait en 1837 et l'offrit à la société Russell & Co, la plus grande société de commerce américaine du milieu du XIXe siècle en Chine.
Sur les 21 millions de dollars demandés par les Britanniques lors du traité de Nankin, après leur victoire, Howqua paya à lui seul le tiers de cette somme.
Il comptais s'exiler aux états unis après la guerre de l'opium afin d'y rejoindre John Murray Forbes, ancien pupille et ami, et de s'installer dans un climat plus favorable que Canton, comme indiqué dans plusieurs courriers échangés entre eux mais décèdera le 4 septembre 1843 avant de mettre son projet à exécution.

### Anecdote
Lors d'un incendie dans sa maison, ses coffres forts auraient fondu, et des rivières d'or et d'argent auraient coulé.